# 生駒孝臣
生駒 孝臣（いこま たかおみ、1975年 - ）は、日本の歴史学者。三重県出身。
日本中世史、中世武士論（畿内武士・武士団研究）、中世畿内政治史を専攻。特に、平安時代末期〜南北朝時代に畿内を中心として活動した武士・武士団と、朝廷（公家）・幕府の関係を研究。

## 経歴
- 2000年 名古屋大学 大学院 文学研究科 博士前期課程 修了。
- 2004年 関西学院大学 大学院 文学研究科 博士課程後期課程 単位取得退学。
- 2009年 関西学院大学 大学院 文学研究科 博士課程後期課程 修了。博士（歴史学）[2]。
- 2005年～2019年 大阪市史料調査会調査員。
- 2019年 花園大学文学部専任講師。
- 2022年 花園大学准教授（現在に至る）。

## 主な著作

### 単著
- 『中世の畿内武士団と公武政権』（戎光祥出版、2014年）ISBN 978-4864031356
- 新修大阪市史大阪市史編纂委員会編『新修大阪市史 史料編 第4巻 中世III』（大阪市、2016年）
- 『楠木正成・正行』（戎光祥出版、2017年）ISBN 978-4864032292
- 大阪市史編纂所編『大阪市史史料第85輯 楠木正成関係史料 (上)』（大阪市史料調査会、2017年）
- 大阪市史編纂所編『大阪市史史料第87輯 楠木正成関係史料 (下)』（大阪市史料調査会、2019年）
- 『楠木正行・正儀: この楠は正成が子なり、正行が弟なり』（ミネルヴァ書房、2021年）ISBN 978-4623092215
- 『中世東海の黎明と鎌倉幕府（東海の中世史 1）』（吉川弘文館、2024年6月）ISBN 9784642068918

### 共著・編著
- 新修大阪市史大阪市史編纂委員会編『新修大阪市史 史料編 第3巻中世Ⅱ』（大阪市、2009年、担当：385～770頁）
- 野口実編『中世の人物 京・鎌倉の時代 2巻 治承～文治の内乱と鎌倉幕府の成立』（清文堂出版、2014年、担当「源頼政と以仁王―摂津源氏一門の宿命」）
- 呉座勇一編『南朝研究の最前線 ここまでわかった「建武政権」から後南朝まで』（洋泉社、2016年、担当「楠木正成は、本当に〝異端の武士〟だったのか？」）
- 久水俊和・石原比伊呂編『室町・戦国天皇列伝』（戎光祥出版、2020年、 担当「後村上天皇」）
- 呉座勇一編『南朝研究の最前線 ここまでわかった「建武政権」から後南朝まで』（朝日新聞出版、2020年、担当「楠木正成は、本当に〈異端の武士〉だったのか？」）
- 亀田俊和・生駒孝臣編『南北朝武将列伝 南朝編』(戎光祥出版、2021年）
- 千早赤坂楠公史跡保存会編、生駒孝臣・尾谷雅比古著『楠木正成 知られざる実像にせまる』（批評社、2021年）
- 渡邊大門編『南北朝の動乱 主要合戦全録』（星海社、2022年、担当「湊川の戦い」）
- 『新修摂津市史 第1巻 自然地理 先史・古代 中世』（摂津市、2022年、担当：第1章第1節第3項・同2節第2・3項・第2章第1）